# Lidové sprchové lázně (Teplice)
Lidové sprchové lázně, někdy jen Sprchové lázně, německy Volksbrausebad je secesní budova v Teplicích, ve vnitrobloku u Benešova náměstí. Jde o hygienické zařízení, které nechalo postavit v letech 1903–1905 město Teplice pro občany, kteří nevlastnili koupelnu, aby se zde mohli umýt. Budova byla postavena podle návrhu městského architekta Franze Kästnera, stojí na dvoře za dřívější Lidovou kuchyní (německy Volksküche), provozované městem Teplice-Šanov. Původnímu účelu však dlouhá léta nesloužila a mezi lety 2017 a 2021 byla stržena.

## Galerie

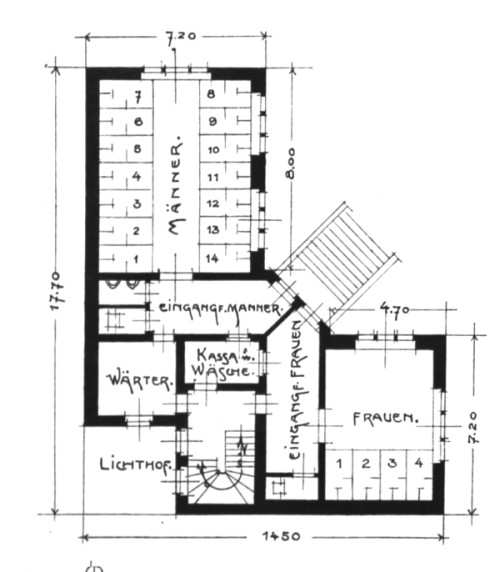
Půdosys a rozmístění místností
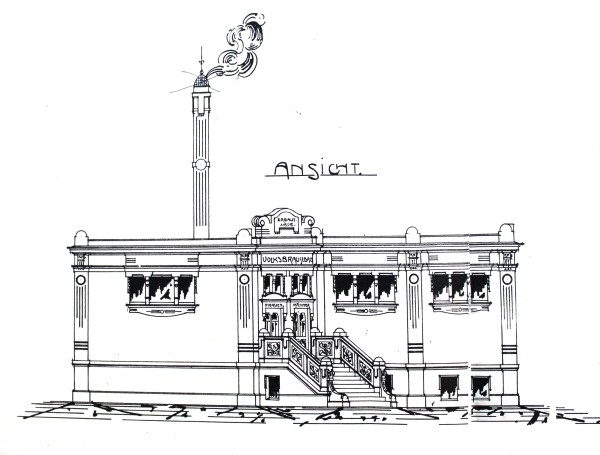
Výkres fasády
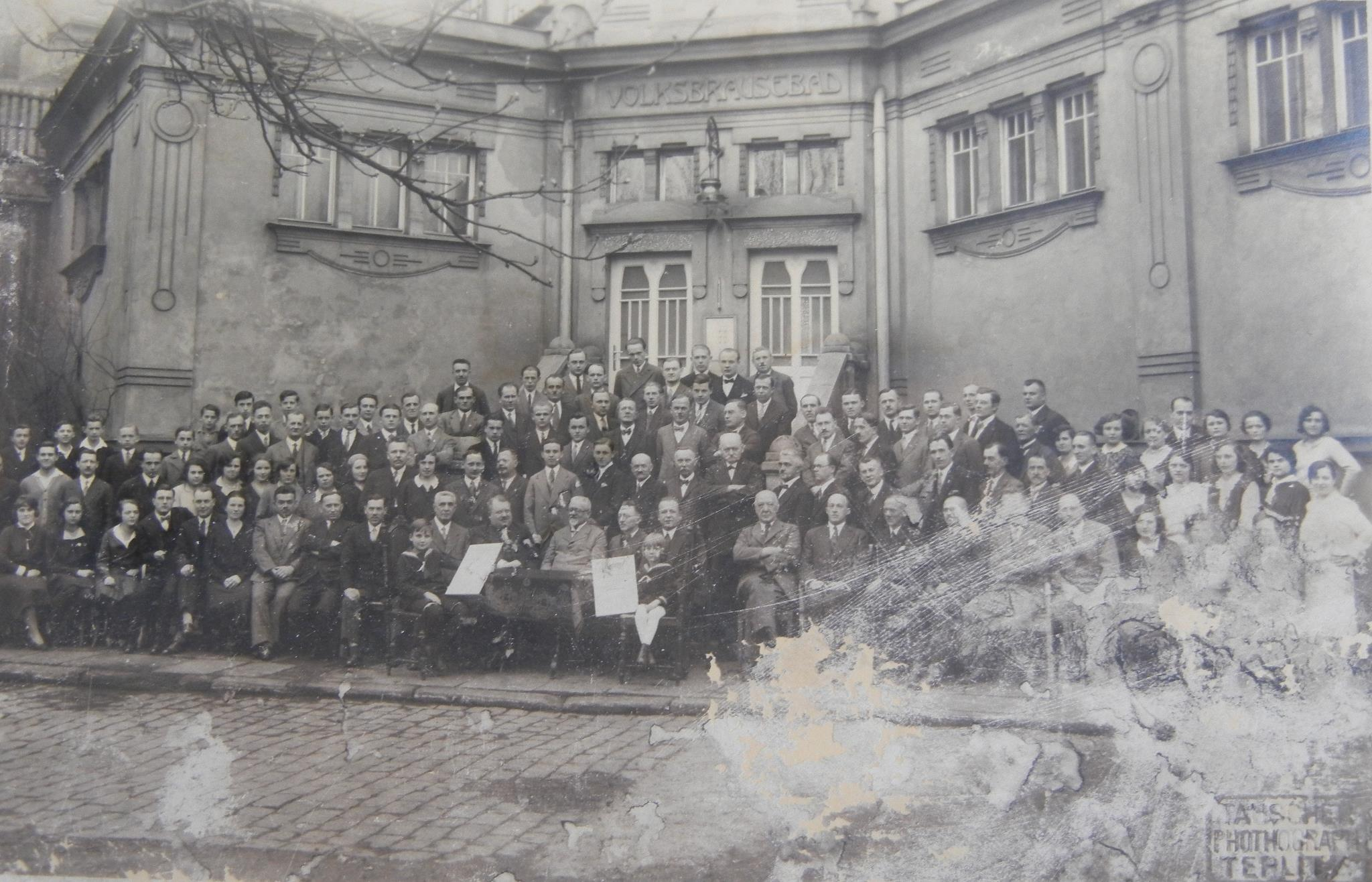
Lidové sprchové lázně v době fungování, nedatováno
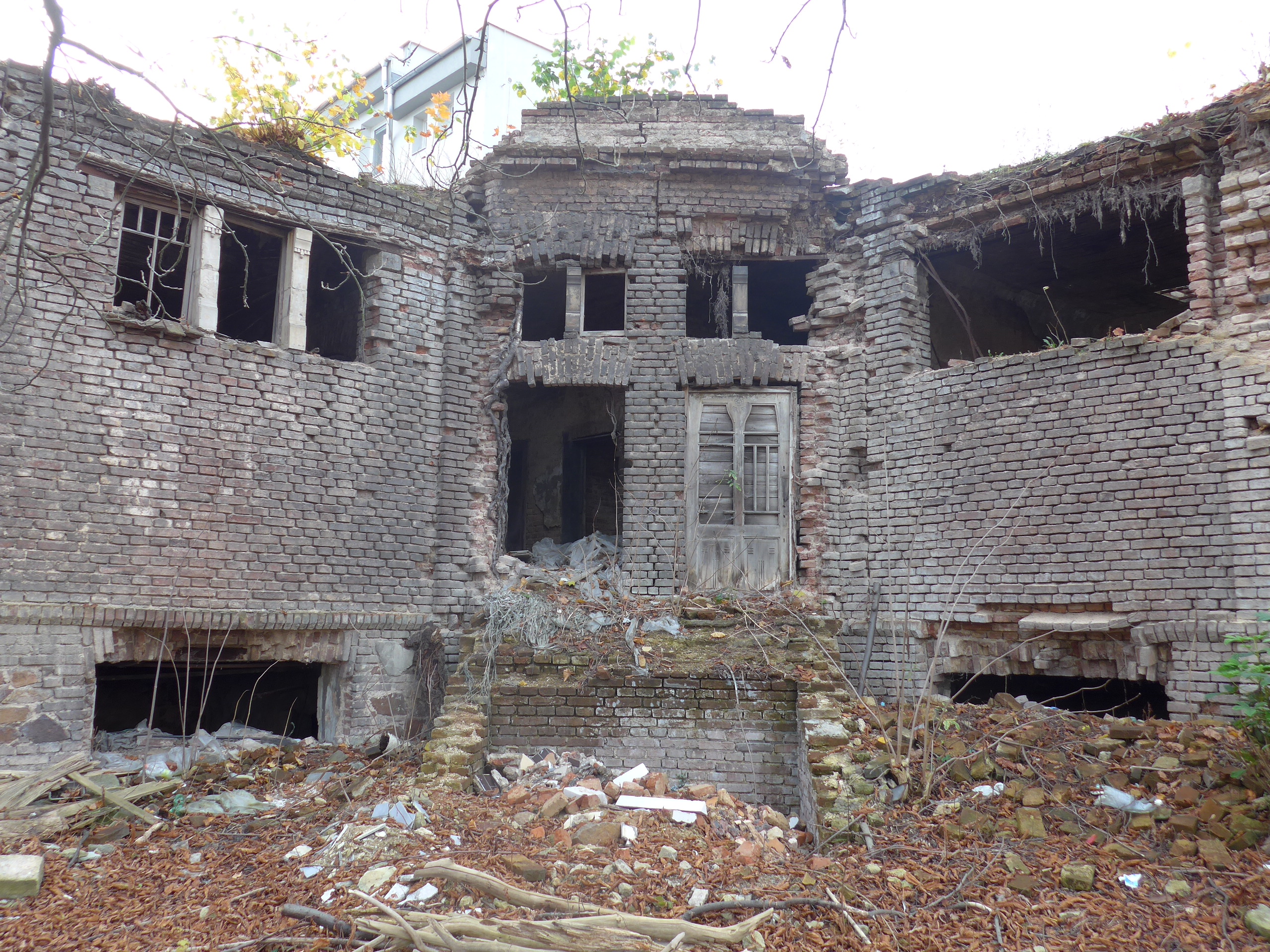
Detail průčelí (09-2017)
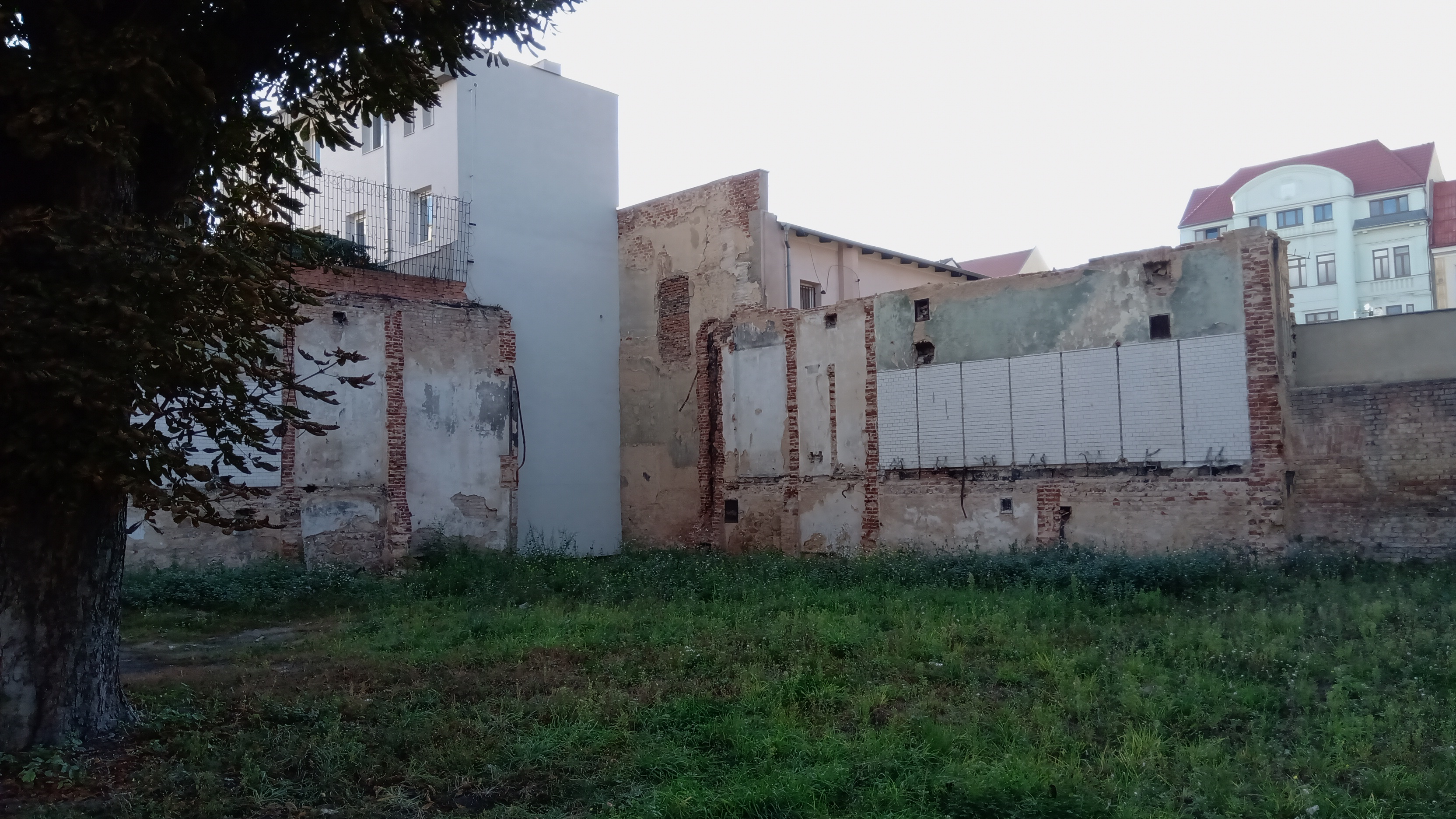
Záběr na býv. průčelí po demolici (09-2021)
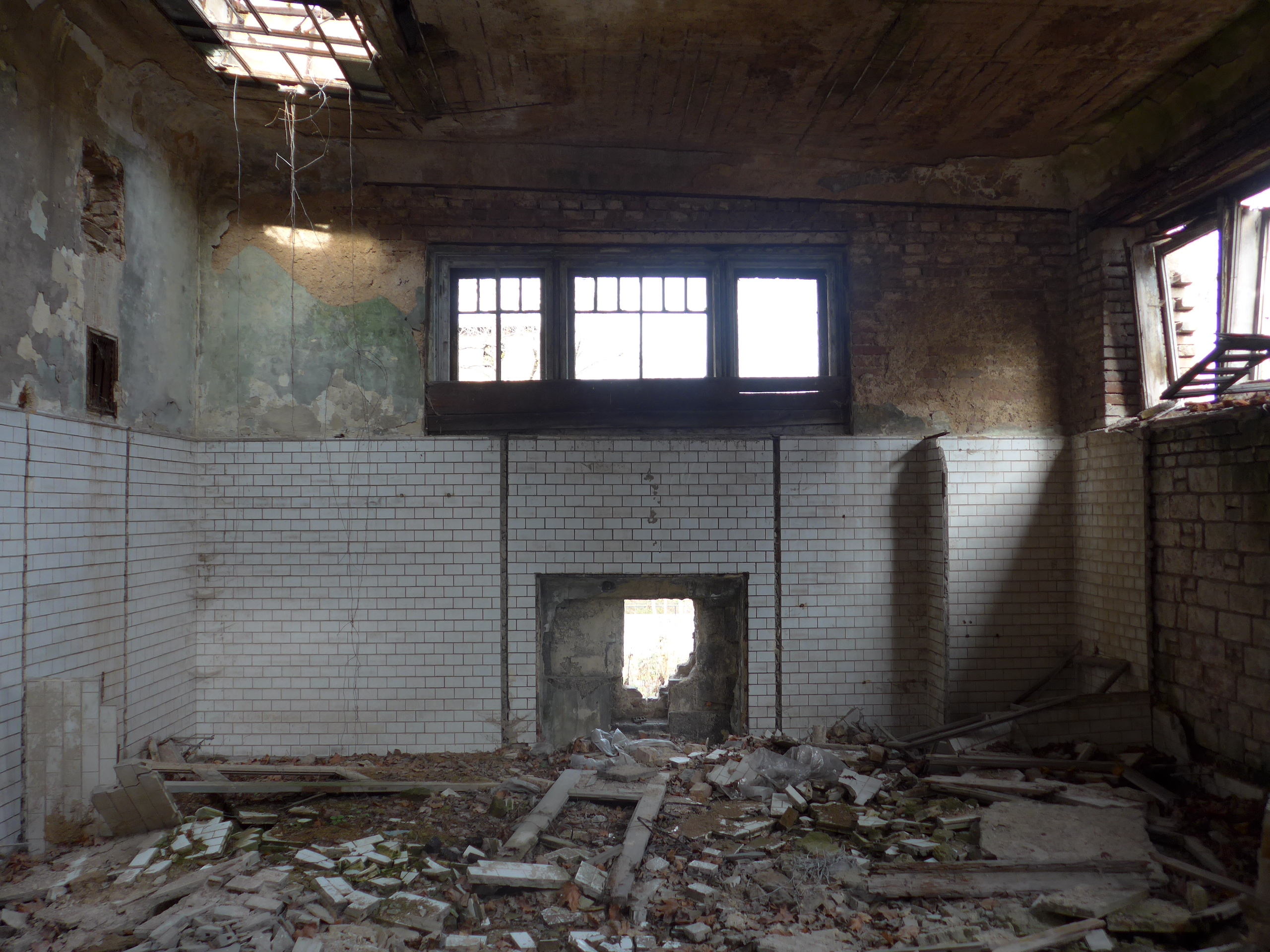
Místnost se sprchami pro muže
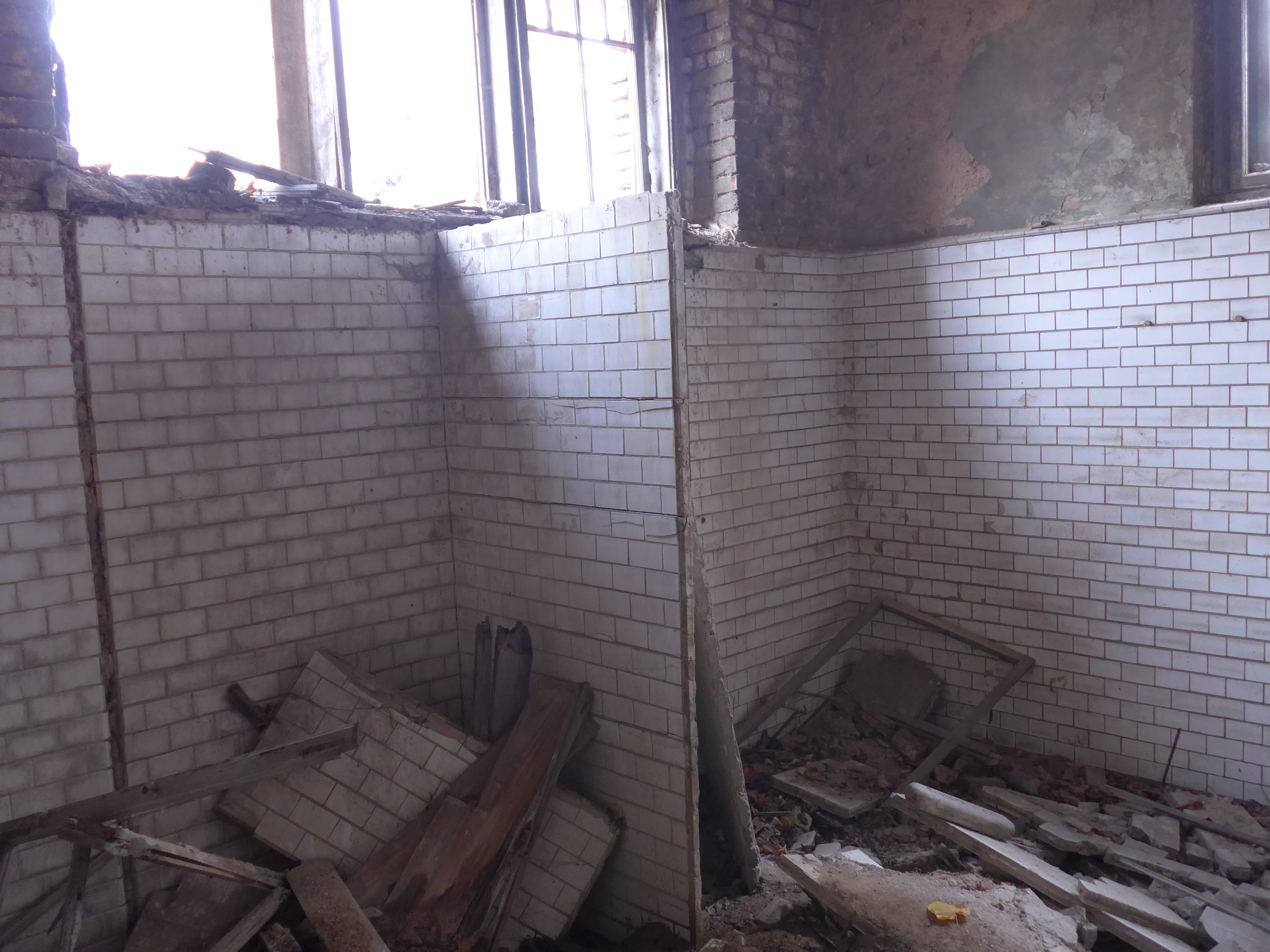
Místnost se sprchami pro ženy
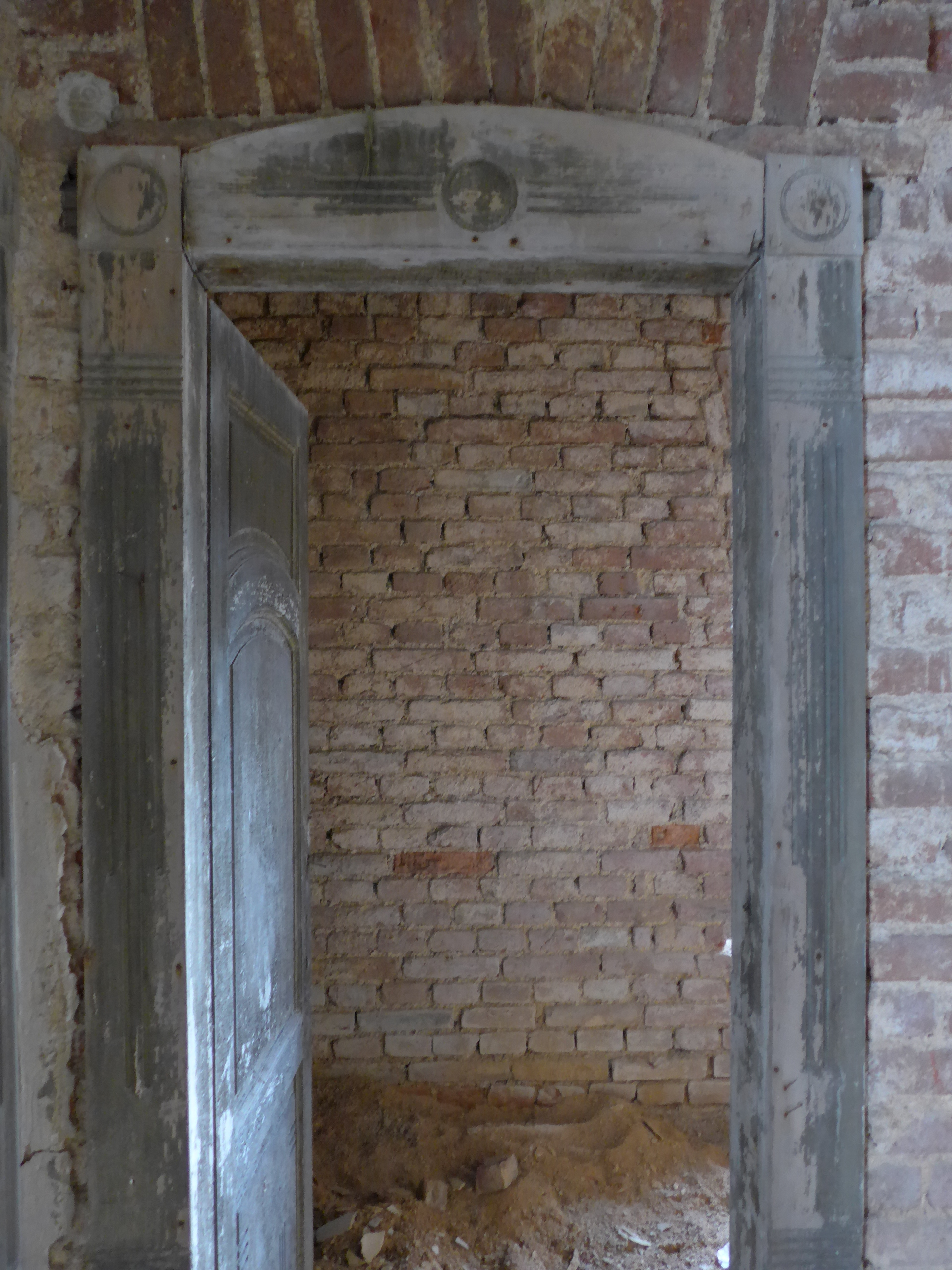
Detail zachovalých dveří se secesními prvky